# Metoda Karskiego
Metoda Karskiego – kontrowersyjna metoda fizjoterapii opracowana przez prof. Tomasza Karskiego i stosowana do leczenia skolioz.
Podstawą tej metody są obserwacje autora, dotyczące etiologii skolioz tzw. idiopatycznych. Zdaniem prof. Karskiego, główną przyczyną skolioz idiopatycznych jest przykurcz odwiedzeniowy lub zgięciowo-odwiedzeniowy biodra, przeważnie prawego, będący następstwem "zespołu przykurczów" występującego u noworodków i niemowląt. Przykurcz odwiedzeniowy prawego biodra powoduje czynnościowe wydłużenie prawej nogi, skrócenie lewej oraz skośne ustawienie miednicy, a także wyzwala kompensacyjne boczne ruchy kręgosłupa, powodując rozwój lewostronnej skoliozy lędźwiowej, lędźwiowo-piersiowej lub lędźwiowo-krzyżowej. Po rozwinięciu się skoliozy lędźwiowej lewostronnej, powstaje wtórne skrzywienie piersiowe prawostronne.
Według Karskiego ważne jest wczesne wykrycie zagrożeń i stosowanie zabiegów profilaktycznych. Leczenie fizykalne i ćwiczenia redresyjne po wytworzeniu się kompensacyjnej prawostronnej skoliozy piersiowej są nieefektywne. Podstawowym celem metody Karskiego jest zniesienie przykurczów będących czynnikiem etiologicznym, utrwalającym i pogłębiającym skoliozę, w tym najczęściej spotykanego przykurczu odwiedzeniowego biodra prawego. W przypadku gdy rozwinęła się już skolioza lędźwiowa lub lędźwiowo-piersiowa lewostronna, zdaniem prof. Karskiego należy również zmniejszać przykurcz tkanek miękkich okołokręgosłupowych po stronie prawej w części lędźwiowej. Wzmacnianie mięśni po wypukłej stronie skrzywienia nie przynosi efektów, jeśli najpierw nie usunie się przykurczu po stronie wklęsłej skrzywienia.

## Krytyka
Metoda jest krytykowana przez polskie środowiska lekarskie. W 2003 roku, w "Dzienniku Wschodnim" ukazały się dwa artykuły opisujące kontrowersje nt. stosowanych przez profesora Karskiego metod leczenia skolioz tzw. idiopatycznych. W artykułach tych swoje negatywne opinie wyrazili m.in. prof. Andrzej Skwarcz, prof. Andrzej Nowakowski, dr Jacek Kaczmarczyk, dr Krzysztof Kołtowski Negatywną opinię o metodzie prof. Tomasza Karskiego przedstawił także Krajowy Specjalista w dziedzinie ortopedii i traumatologii prof. Andrzej Górecki.
W 2010 roku, poseł VI kadencji Sylwester Pawłowski wystąpił do Ministra Zdrowia z interpelacją poselską. W odpowiedzi minister zdrowia Ewa Kopacz wypowiedziała się negatywnie o programie profilaktyki i rehabilitacji wad postawy dzieci i młodzieży, opracowanym przez prof. Tomasza Karskiego.
Krytyczną opinię wyraziło także na swoich stronach internetowych Polskie Towarzystwo Rehabilitacji, Sekcja Rehabilitacji Dzieci i Młodzieży oraz Komitet Rehabilitacji, Kultury Fizycznej i Integracji Społecznej PAN.

## Opis ćwiczeń
- Ćwiczenia podstawowe:
  - pozycja wyjściowa leżenie na lewym boku, prawa kończyna dolna w przeproście, zwisająca poza np. tapczanem, 1-2 godziny dziennie – ćwiczenie to usuwa przykurcz odwodzicieli biodra prawego
  - pozycja wyjściowa leżenie przodem, kolana zgięte w kształcie litery "C", tak aby prawe biodro było maksymalnie wysunięte w prawo, 1-2 godziny dziennie – ćwiczenie to usuwa przykurcz odwodzicieli i zginaczy biodra
  - pozycja wyjściowa leżenie przodem, maksymalne zgięcie kolan, tułów ułożony w jednej osi, obciążenie pośladków 8–12 kg, 1-2 godziny dziennie – ćwiczenie to usuwa przykurcz mięśnia prostego uda i wszystkich zginaczy biodra
  - pozycja wyjściowa postawa zasadnicza, maksymalny skłon do przodu 50-100 razy dziennie, utrzymać 5-10 s – ćwiczenie to zwiększa fleksyjność kręgosłupa w odcinku Th7 – Th12
  - pozycja wyjściowa postawa zasadnicza, skłony z maksymalnym skrętem tułowia w lewo, 100-200 razy dziennie, utrzymać 5-10 s – ćwiczenie to usuwa przykurcz tkanek po stronie wklęsłej skoliozy lędźwiowej lewostronnej
  - pozycja wyjściowa postawa zasadnicza, skłony z maksymalnym skrętem tułowia w prawo, 200-400 razy dziennie, utrzymać 5-10 s – ćwiczenie to usuwa przykurcz tkanek po stronie wklęsłej skoliozy piersiowej prawostronnej

Zaleca się wykonywać ćwiczenia po ciepłej kąpieli lub z użyciem poduszki elektrycznej.
- Ćwiczenia uzupełniające:
  - pozycja wyjściowa siad w jak największym rozkroku, nogi w kolanach wyprostowane, ramiona wzniesione w górę:
    - skłon tułowia do przodu
    - skłon tułowia z maksymalnym skręceniem tułowia do lewej nogi
    - skłon tułowia z maksymalnym skręceniem tułowia do prawej nogi (każdą pozycję utrzymać 5-10 s)

  - pozycja wyjściowa siad klęczny, ręce wyprostowane w górę:
    - skłon tułowia do przodu z maksymalnym wyciągnięciem ramion przed siebie
    - skłon tułowia ze skrętem w lewą stronę
    - skłon tułowia ze skrętem w prawą stronę (utrzymać 10-15 s)

  - pozycja wyjściowa siad skrzyżny, ręce splecione na karku, łokcie maksymalnie odwiedzione:
    - skłon w bok, w stronę lewą ze skrętem w tę samą stronę – ćwiczenie to koryguje skrzywienie lędźwiowe lewostronne
    - skłon w bok, w stronę prawą ze skrętem w tę samą stronę (utrzymać 10-15 s) – ćwiczenie to koryguje skrzywienie piersiowe prawostronne

  - pozycja wyjściowa klęk obunóż, ręce splecione na karku, łokcie maksymalnie odwiedzione:
    - przejście do siadu prawostronnego (na prawym pośladku) – ćwiczenie to powoduje redresję przykurczu odwodzicieli prawego biodra
    - przejście do siadu lewostronnego (na lewym pośladku) (utrzymać 1-5 minut) – ćwiczenie to powoduje redresję przykurczonych tkanek po wklęsłej stronie skoliozy piersiowej

  - pozycja wyjściowa leżenie na prawym boku na piłce lekarskiej, podczas termoterapii (utrzymać 10-15 minut) – ćwiczenie to powoduje redresję przykurczonych tkanek wklęsłej lewej strony klatki i kręgosłupa piersiowego

- Ćwiczenia wspomagające:
  - pozycja wyjściowa stanie na skrzyżowanych kończynach, prawa kończyna z tyłu
  - pozycja wyjściowa stanie na lewej kończynie, noga zgięta w prawym kolanie, prawa stopa w kontakcie z podłożem

Przed wykonywaniem tych ćwiczeń należy klinicznie i radiologicznie sprawdzić, czy stawy biodrowe są poprawnie rozwinięte.
Prof. Karski jest przeciwny zwalnianiu dzieci z lekcji wychowania fizycznego oraz zaleca praktykowanie jogi i taijiquan oraz sztuk walki jak karate, taekwondo, aikido, kung-fu.